# Marta Marfany Simó
Marta Marfany Simó   (Barcelona, 1973) és una autora, traductora i professora universitària catalana, agregada al Departament de Traducció i Ciències del Llenguatge de la Universitat Pompeu Fabra. La seva recerca parteix majorment del francès, però també de l'anglès, el castellà, el gallec, el portuguès i l'italià. Pertany al Grup d'Estudis en Traducció, Recepció i Literatura Catalana, a més de l'Associació d'Escriptors en Llengua Catalana.

## Biografia
El 1996, es va llicenciar en Filologia Francesa i Romànica a la Universitat Autònoma de Barcelona, on l'any següent acabaria Filologia Catalana i més endavant, el 2008, es doctoraria amb una tesi sobre la traducció catalana medieval d'un text poètic francès del segle xv, de La belle dame sans merci d'Alain Chartier.
Entre el 2004 i el 2005, va ser professora associada al Departament de Filologia Francesa de la mateixa Universitat Autònoma de Barcelona. Paral·lelament, entre el 2004 i el 2007, va ser-hi becària predoctoral i més tard, del 2007 al 2009, professora associada al Departament de Filologia Catalana. Una vegada va acabar la tesi, va portar a terme recerca postdoctoral des del 2009 fins al 2011 i va fer de professora associada del 2011 al 2014) al Departament de Traducció de la Universitat Pompeu Fabra, on treballa des del 2014 com a professora fixa.
Ensenya en els àmbits de la traducció humanística i literària, de la literatura francesa i de la traducció i la comparació entre el català i el castellà. Investiga sobre la traducció poètica, les traduccions medievals i renaixentistes i la traducció i la recepció en l'àmbit literari català del segle xx. De fet, ha estat membre de diversos projectes d'investigació europeus i internacionals. Després de més de vint anys en el món editorial, Marfany destaca per haver-se especialitzat en la correcció, l'edició i la traducció de textos literaris.
El 2018, va formar part del jurat del Premi Ciutat de Barcelona de traducció en llengua catalana, que va reconèixer la traducció d'Anna Soler Horta de l'obra Austerlitz de l'autor alemany W. G. Sebald. L'acompanyaven Miquel Cabal, Joan Casas i Fuster, Anna Guitart i Judit Fontcuberta.
Del 15 al 17 de desembre del 2021, va dirigir amb Rossend Arqués el Congrés Internacional «Traduccions i recepció de Dante en les llengües romàniques», que va tenir lloc al Campus de Poblenou de la mateixa Universitat Pompeu Fabra.
El 10 de març del 2022, va prendre part en un cicle de trobades sobre traducció a Palma organitzat per l'Associació d'Escriptors en Llengua Catalana. Hi va ressaltar l'interès que li susciten els autors del moviment romàntic, com ara Théophile Gautier, entre d'altres.

## Obra
- Els menorquins d'Algèria (Publicacions de l'Abadia de Montserrat, 2002)
- L’emigració menorquina a Algèria al segle XIX (Documenta Balear, 2002)
- La bella dama sense mercè (traducció catalana del segle XV atribuïda a Francesc Oliver) (Editorial Barcino, 2008)

## Traduccions

### Del francès al català
- Diumenge va ploure tot el dia de Philippe Delerm (Editorial Empúries, 2000)[13]
- L’adversari d'Emmanuel Carrère (Editorial Anagrama i Editorial Empúries, 2000)
- Balzac i la petita modista xinesa de Dai Sijie (Edicions 62, 2001)
- La migdiada assassinada de Philippe Delerm (Editorial Empúries, 2001)
- Crònica d'una guerra d'Orient de Gilles Kepel (Editorial Empúries, 2002)
- El no de la Klara de Soazig Aaron (Editorial Empúries, 2002)
- Fiasco d'Imre Kertész en col·laboració amb Adan Kovacsics (Quaderns Crema, 2003).
- Brodats de Marjane Satrapi (Norma Editorial, 2004)
- Einstein, per favor de Jean-Claude Carrière (Edicions La Campana, 2006)
- El llibre de Monelle de Marcel Schwob (March Editor, 2008)
- Els records de David Foenkinos (La Magrana, 2012)
- El sermó de la caiguda de Roma de Jérôme Ferrari (La Magrana, 2013)
- El difícil art de mantenir l'equilibri en un gronxador d'Emmanuelle Urien (Angle Editorial, 2014)
- Disputa de l'Ase d'Anselm Turmeda en col·laboració amb Albert Mestres i Emilió (Editorial Barcino, 2013)
- El capital al segle XXI de Thomas Piketty en col·laboració amb Imma Estany i Núria Parés Sellarès (RBA La Magrana, 2014)
- L’àrab del futur 1 de Riad Sattouf (Ediciones Salamandra, 2015)
- L’àrab del futur 2 de Riad Sattouf (Ediciones Salamandra, 2016)
- Una pàgina d'amor d'Émile Zola (Ònix Editor, 2016)
- Són coses que passen de Pauline Dreyfus (Editorial Anagrama, 2017)
- L’àrab del futur 3 de Riad Sattouf (Ediciones Salamandra, 2017)
- Laëtitia o la fi dels homes d'Ivan Jablonka (Editorial Anagrama, 2017)[14][15]
- Suïcidi d'Édouard Levé (Quid Pro Quo Edicions, 2018)[1]
- Autoretrat d'Édouard Levé (Quid Pro Quo Edicions, 2018)
- La llàntia de Psique de Marcel Schwob (Quid Pro Quo Edicions, 2019)[16]
- Una casa amb rodes d'Ivan Jablonka (Editorial Anagrama, 2019)
- L'espai en escena de Luc Boucris (Institut del Teatre, 2019)[17]
- Gobseck. L’usurer d'Honoré de Balzac (Quid Pro Quo Edicions, 2019)[18]
- A imatge seva de Jérôme Ferrari (Grup 62, 2020)
- Mercier i Camier de Samuel Beckett (Quid Pro Quo Edicions, 2020)
- Per la carretera de Sylvain Prudhomme (Editorial Les Hores, 2020)
- El consentiment de Vanessa Springora (Editorial Empúries, 2020)
- L’adversari d'Emmanuel Carrère (Editorial Anagrama, 2020)
- La morta enamorada de Théophile Gautier (Quid Pro Quo Edicions, 2020)
- Una rosa sola de Muriel Barbery (Edicions 62, 2021)
- De pedra i os de Bérengère Cournut (Ànima Llibres, 2021)
- Contes de la becada de Guy de Maupassant (Edicions del Cràter, 2021)
- La venjança és meva de Marie NDiaye (Més Llibres, 2021)
- Monsieur Teste de Paul Valéry (Editorial Flâneur, 2021)
- Història dels avis que no vaig tenir d'Ivan Jablonka (Editorial Anagrama, 2022)
- Arbre de l'oblit de Nancy Huston (L'Altra Editorial, 2022)
- Vaig néixer contenta a Oraibi de Bérengère Cournut (Ànima Llibres, 2022)
- Alice Guy de Catel Muller i José-Louis Bocquet (Editorial Finestres, 2022)
- Els ignorants d'Étienne Davodeau (Editorial Finestres, 2022)
- Elise i els nous partisans de Jacques Tardi (Ediciones Salamandra, 2022)
- Les ombres fugaces de Christian Guay-Poliquin (Edicions del Periscopi, 2022)
- Miss Cat. El cas del canari de Jean-Luc Fromental i Joëlle Jolivet (Libros del Zorro Rojo, 2022)
- El Gran Buit de Léa Murawiec (Editorial Finestres, 2023)
- Miss Cat. El cas del follet verd de Jean-Luc Fromental i Joëlle Jolivet (Libros del Zorro Rojo, 2023)
- Miss Cat. El misteri de la neu calenta de Jean-Luc Fromental i Joëlle Jolivet (Libros del Zorro Rojo, 2023)
- Sota els còdols, la platja de Pascal Rabaté (Editorial Finestres, 2023)
- Les meduses no tenen orelles d'Adèle Rosenfeld (Grup 62, 2023)
- L'ull del llop de Daniel Pennac (Animallibres, 2023)
- Com vaig escapar de la presó de Venècia: la meva fuga d’Els Ploms de Giacomo Casanova (Edicions del Cràter, 2023)
- Perpendicular al sol de Valentine Cuny-Le Valle (Edicions Finestres, 2023)
- L'anguila de Valentine Goby (La Topera, 2024)
- Adaptar-se de Clara Dupond-Monod (Les Hores, 2024)
- Céleste i Proust de Chloé Cruchaudet (Finestres, 2024)

### Del català al francès
- Tous les rêves sont possibles. Voyage avec une légende du triathlon de Marcel Zamora (Éditions Amphora, 2013)

### Del francès al castellà
- Las mil y una noches d'Eric Maltaite (Norma Editorial, 2002)
- Asesino 1. Tiro por la culata de Luc Jacamon i Matz Mainka (Norma Editorial, 2003)
- Asesino 2. El engranaje de Luc Jacamon i Matz Mainka (Norma Editorial, 2004)
- La banda Bómbice 1. Mariposas nocturnas de Cecil i Éric Corbeyran (Norma Editorial, 2004)
- Victor Levallois 1. Tráfico en Indochina de Rullier Stanilas (Norma Editorial, 2004)
- Ópera seria de Régine Détambel (Sd Edicions, 2014)

### Del castellà al català
- La ciutat dels cafès. 1750-1880 de Paco Villar (La Campana i Ajuntament de Barcelona, 2008)
- Demana’m el que vulguis, ara i sempre. de Megan Maxwell (Grup 62, 2013)
- La por de Ramón María del Valle-Inclán (Paper de Vidre, 2021)

### De l'anglès al català
- La psicologia de l'esport d'Arnold Leunes (Grup 62, 2013)
- Cartes a Camondo d'Edmund de Waal (Quaderns Crema, 2023)
- Solito de Javier Zamora (Edicions del Periscopi, 2024)